# Aprémilast
L'aprémilast est une molécule en cours de développement comme médicament en tant qu'inhibiteur de la phosphodiestérase 4.

## Mode d'action
Il inhibe la dégradation de l'AMP cyclique. Par cet intermédiaire, il diminue par exemple le taux de TNFα, d'interleukine 12 et 23.

## Utilisation en cours de test
Il améliorerait significativement les lésions du psoriasis et le score ACR70 (en) en cas de rhumatisme psoriasique,.
Le 23 septembre 2014, la Food and Drug Administration (FDA) a accordé une autorisation de mise sur le marché à l’aprémilast (Otezla) chez les patients souffrant d’un psoriasis en plaques modéré à sévère candidats à la photothérapie ou à un traitement systémique.
Dans la maladie de Behcet, il diminue le nombre d'ulcères oraux.